# لافي ماير
لافي ماير (بالإنجليزية: Levy Mayer)‏ هو محامي أمريكي، ولد في 23 أكتوبر 1858، وتوفي في 14 أغسطس 1922.